# Vesting (motorfiets)

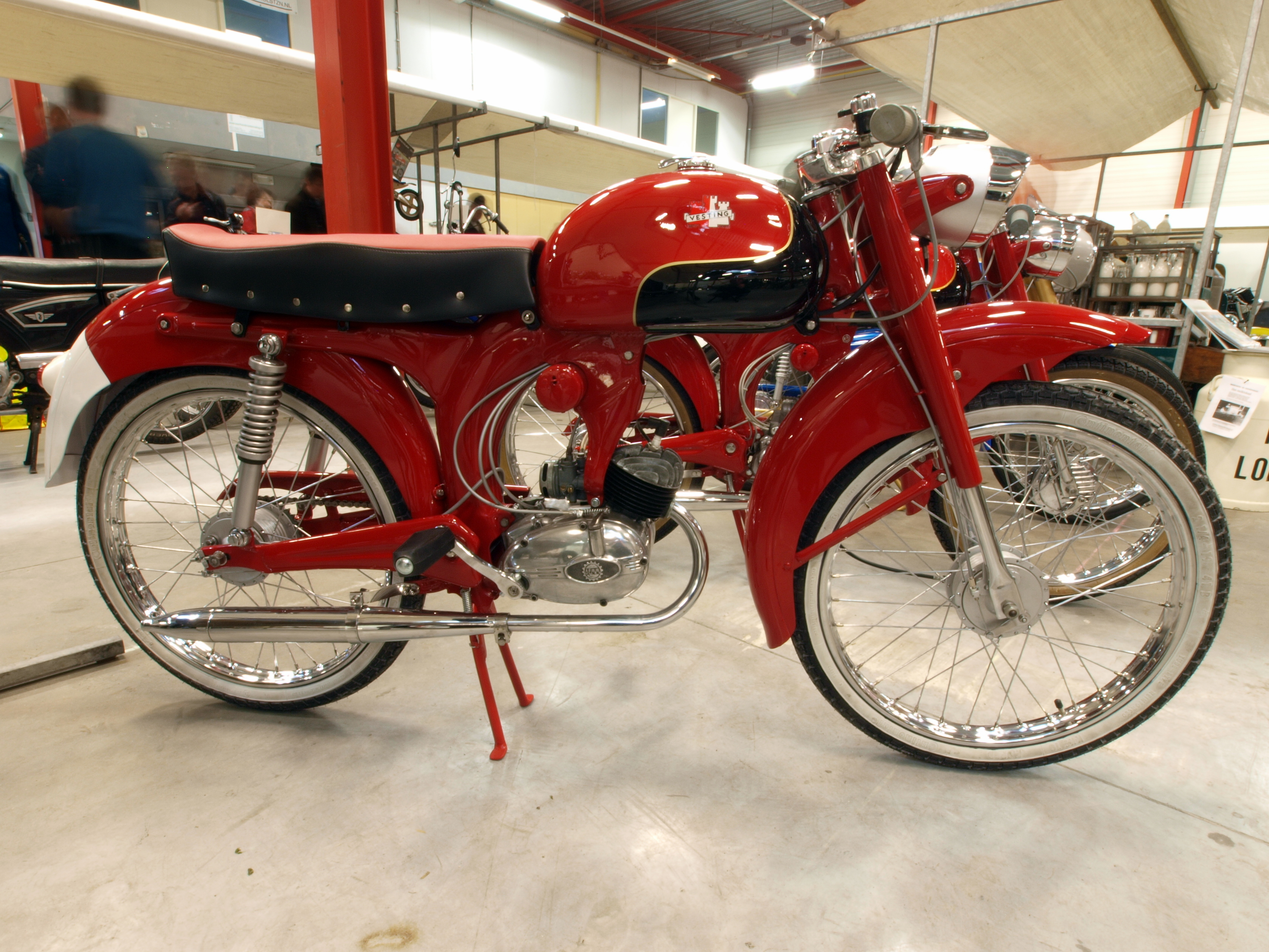
Vesting-motorfiets

Vesting is een historisch merk van fietsen en bromfietsen.
De oprichter van deze Haarlemse rijwielfabriek was Otto Dik. De geproduceerde bromfietsen waren enigszins bijzonder omdat ze in sommige gevallen aan de achtervork dubbele schokdempers hadden, waarvan een set aan het duozadel bevestigd was. Ze waren voorzien van een HMW 50 N-tweetaktmotor in een Paperino-frame. Ook de Galletti-bromscooter werd onder de naam Vesting verkocht. De Vesting Corsa uit 1956 had een Demm-motorblokje.